# Hiến tế

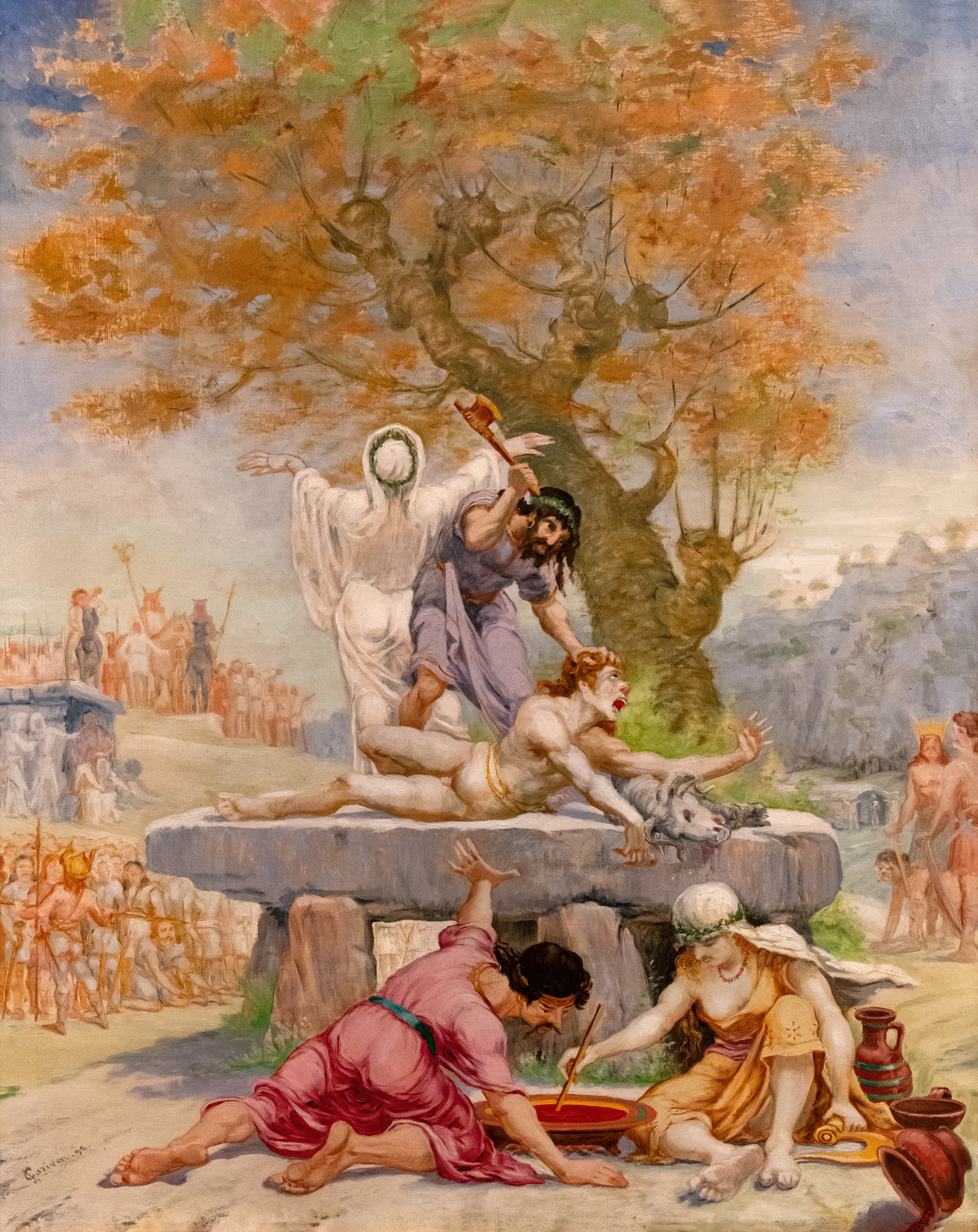
Tranh vẽ về một nghi lễ hiến tế

Hiến tế là việc dâng hiến đồ ăn thức uống, lễ vật hoặc sinh mệnh của loài vật hoặc con người cho một mục đích cao hơn, đặc biệt là dâng cúng cho các thần linh, như một hành động của sự sùng mộ hoặc thờ cúng, tế lễ. Trong khi hiến tế thường ngụ ý giết một con vật mang tính nghi lễ (sát tế), việc hiến tặng (Latin oblatio) có thể được sử dụng cho sự hiến tế không gây đổ máu bằng thức ăn hay các sản vật. Đối với việc hiến tặng chất lỏng (đồ uống) bằng cách rót, thuật ngữ libation được sử dụng chỉ về việc này. Các học giả như René Girard đã đưa ra giả thuyết rằng việc lấy người khác ra làm con dê tế thần có thể giải thích cho nguồn gốc của việc hiến tế.

## Hiến tế động vật

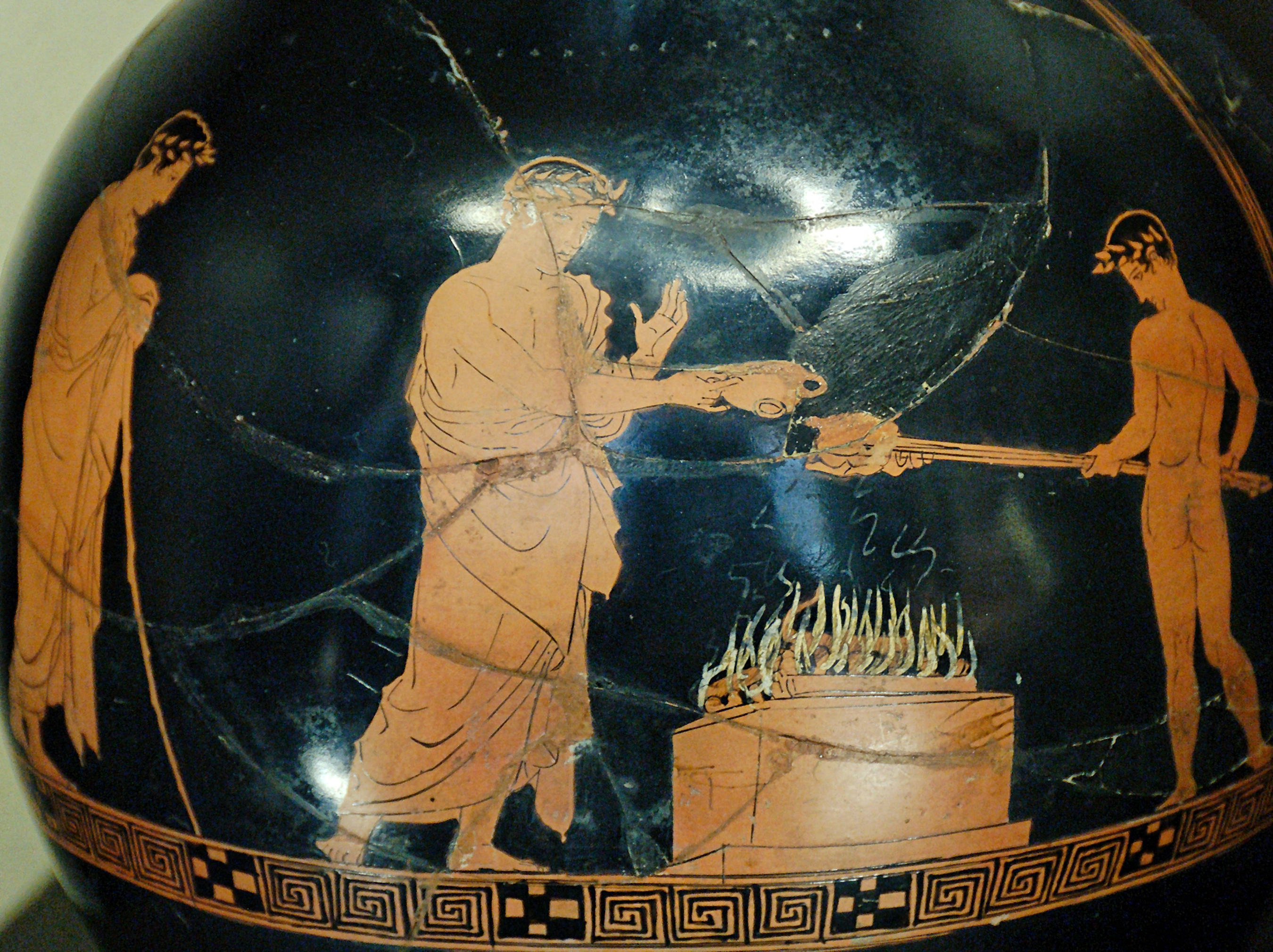
Hiến tế động vật được thục hiện cùng với việc rót rượu tế cho thần linh ở Hy Lạp cổ đại. Gác mái đỏ khoảng 430 - 425 TCN (Viện bảo tàng Louvre).

Hiến tế động vật là nghi thức giết động vật như một phần của tôn giáo. Nó được thực hành bởi các tín đồ của nhiều tôn giáo như một phương tiện để xoa dịu một vị thần hoặc các vị thần, hoặc thay đổi quá trình tự nhiên. Nó cũng phục vụ một chức năng xã hội hoặc kinh tế trong các nền văn hóa nơi mà các phần ăn được của động vật bị hiến tế được phân phối cho những người tham dự lễ hiến tế để ăn. Sự hiến tế động vật đã xuất hiện ở hầu hết các nền văn hóa, từ người Do Thái đến người Hy Lạp và La Mã (đặc biệt là nghi lễ thanh tẩy Lustratio), người Ai Cập (ví dụ trong giáo phái Apis) và từ người Aztec đến Yoruba. Tôn giáo của người Ai Cập cổ đại chỉ cho phép hiến tế cừu, bò đực, bê đực và ngỗng; cấm hiến tế các động vật khác.
Việc hiến tế động vật vẫn còn được thực hiện bởi những người theo Santería và các dòng dõi khác của Orisa như một phương tiện để chữa bệnh và cảm tạ Orisa (các vị thần). Tuy nhiên, ở Santeria, những lễ vật như vậy chiếm một phần cực kỳ nhỏ trong số những hoạt động được gọi là ebos - bao gồm lễ vật, cầu nguyện và hành động. Kitô hữu tại một số ngôi làng ở Hy Lạp cũng hiến tế động vật cho các vị thánh Chính thống trong một thực hành được gọi là kourbània. Việc thực hành này, trong khi bị lên án công khai, thường được dung thứ .

## Hiến tế người

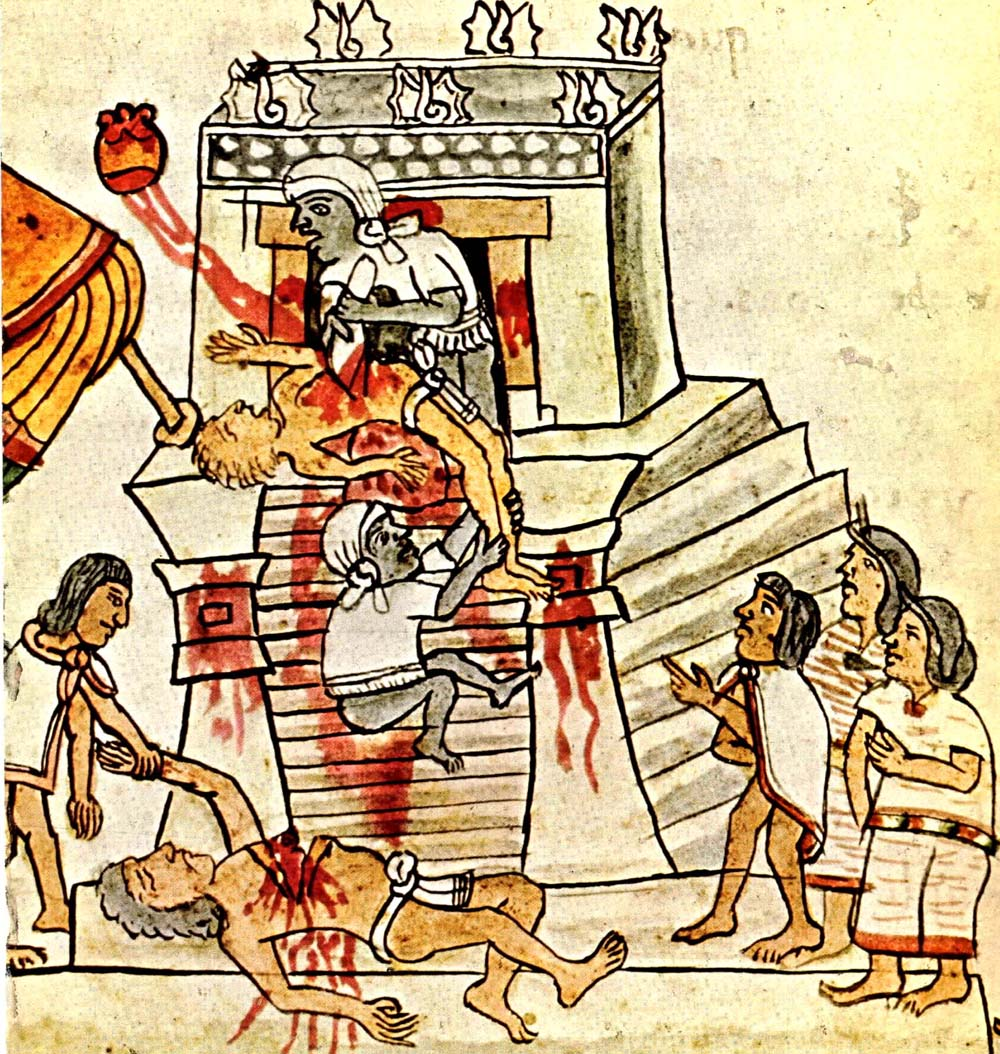
Hiến tế người của tộc Aztec, tác phẩm của Codex Mendoza, thế kỷ 16 (Thư viện Bodleian, Oxford).

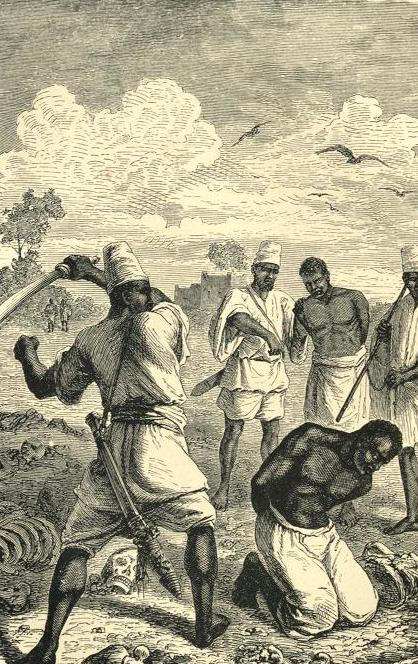
Nghi lễ sát tế nô lệ da đen ở Yoruba

Hiến tế người được thực hiện bởi nhiều nền văn hóa cổ đại. Người bị hiến tế sẽ bị giết một cách nghi thức theo cách được cho là làm hài lòng hoặc xoa dịu một vị thần hoặc linh hồn. Một số dịp để hiến tế người được tìm thấy ở nhiều nền văn hóa trên nhiều lục địa bao gồm:
- Hiến tế người cùng lúc với việc khai trương của một ngôi đền hoặc cây cầu mới.
- Hiến tế người tại thời điểm cái chết của một vị vua, thượng tế hoặc lãnh đạo vĩ đại; sự hy sinh được cho là để phục vụ hoặc đồng hành với nhà lãnh đạo quá cố ở kiếp sau.
- Hiến tế người trong thời điểm thiên tai. Hạn hán, động đất, núi lửa phun trào, v.v... được xem là dấu hiệu của sự tức giận hoặc bất mãn của các vị thần, và sự hiến tế được cho là để giảm bớt sự tức giận của thần linh.

Hiến tế người được thực hiện trong nhiều nền văn minh Tiền Colombo vùng Trung Mỹ. Người Aztec đặc biệt được biết đến với việc thực hành việc hiến tế người, mặc dù hầu hết các ước tính phổ biến là ước tính quá mức, và việc hiến tế người đã được thực hiện trên quy mô lớn hơn nhiều ở Trung Quốc cổ đại.  Ước tính hiện tại về việc hiến tế người của người Aztec là từ vài nghìn đến hai mươi nghìn người mỗi năm . Một số trong những việc hiến tế người này là để giúp mặt trời mọc, một số để cầu mưa, và một số để đánh dấu mở rộng của ngôi đền lớn tại Tenochtitlán (thủ đô của họ). Ngoài ra còn có việc hiến tế những người Conquistador bị bắt trong các cuộc chiến tranh xâm lược México của Tây Ban Nha.
Có bằng chứng cho thấy các nền văn hóa Minoan thời tiền Hy Lạp thực hành việc hiến tế người. Các xác chết đã được tìm thấy tại một số địa điểm trong tòa thành Knossos ở đảo Crete. Ngôi nhà phía bắc tại Knossos chứa xương của những đứa trẻ dường như đã bị chặt nhỏ. Truyền thuyết về Theseus và Minotaur (lấy bối cảnh trong mê cung ở Knossos) cho thấy việc hiến tế người thời đó. Thần thoại Hy Lạp đã kể rằng Athens đã gửi bảy chàng trai trẻ và bảy phụ nữ trẻ đến đảo Hy Lạp để hiến tế cho Minotaur. Điều này gắn liền với các bằng chứng khảo cổ học cho thấy hầu hết các người hiến tế là thanh niên hoặc trẻ em. Những thương gia Phoenicia của Carthage được cho là thực hành hiến tế trẻ em, và mặc dù quy mô của hiến tế có thể đã được các tác giả cổ đại thổi phồng vì lý do chính trị hoặc tôn giáo, có bằng chứng khảo cổ học về số lượng lớn bộ xương của trẻ em được chôn cất cùng với các động vật hiến tế. Plutarch (khoảng năm 46 -120 AD) đề cập đến việc hiến tế này, cũng như Tertullian, Orosius, Diodorus Siculus và Philo. Họ mô tả những đứa trẻ bị nướng chín đến chết trong khi vẫn còn ý thức về một bức tượng bằng đồng nóng bỏng. Ở Scandinavia, tôn giáo Scandinavia cũ có kể việc hiến tế người, vì cả người Bắc Âu và nhà sử học Đức đều có kể lại, ví dụ Đền thờ tại Uppsala và Blót.
Việc hiến tế người không còn được chính thức thực hiện ở bất kỳ quốc gia nào, và bất kỳ trường hợp nào hiến tế xảy ra đều được coi là giết người.

## Theo tôn giáo

### Kitô giáo

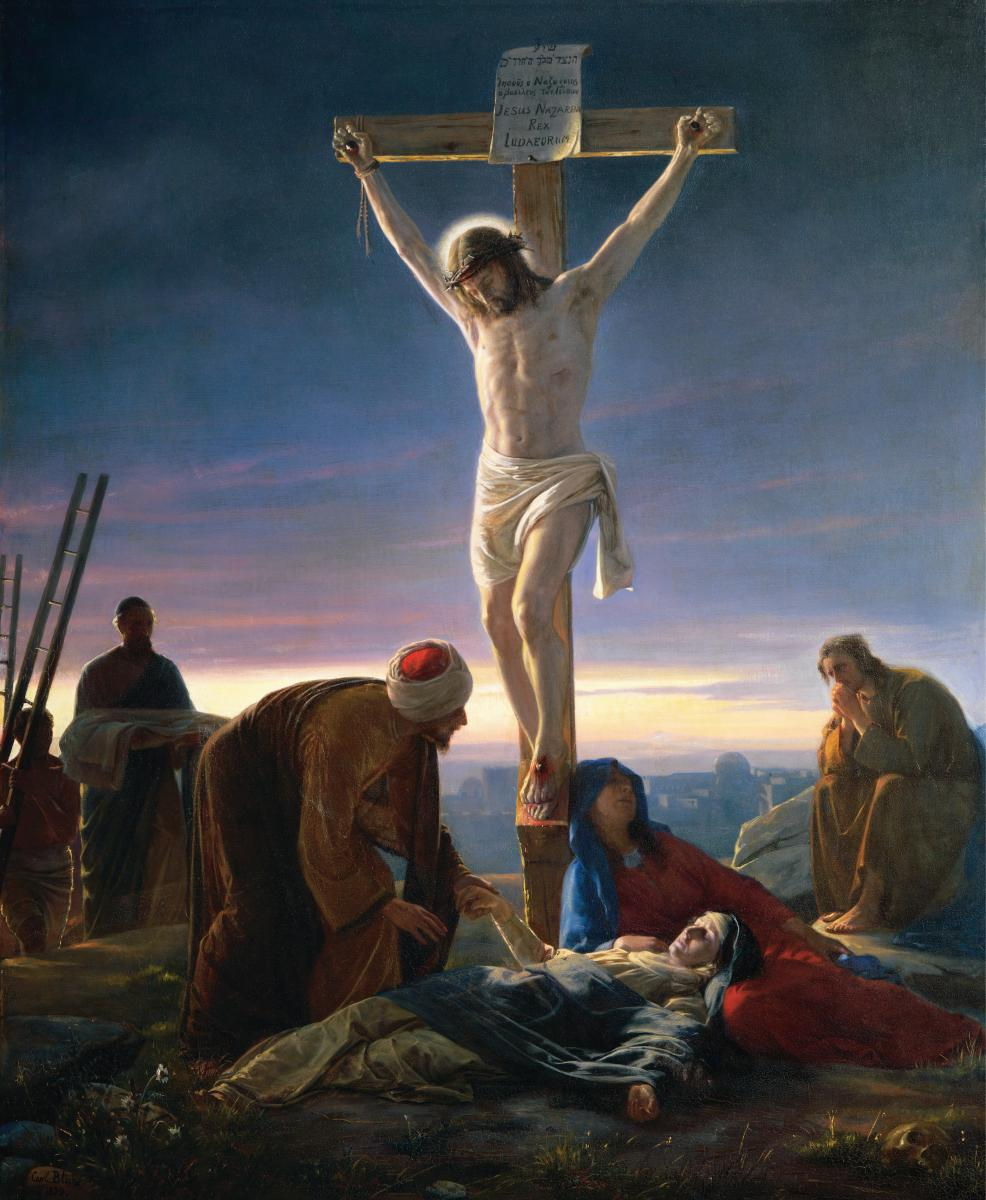
Tác phẩm nghệ thuật miêu tả sự hy sinh của Chúa Giêsu: Chúa Kitô trên thập giá của Carl Heinrich Bloch

Trong Kitô giáo Ba Ngôi, Thiên Chúa đã nhập thể thành Chúa Giêsu, hy sinh con trai mình để thực hiện sự hòa giải của Thiên Chúa và nhân loại, vốn đã tách mình khỏi Thiên Chúa thông qua tội lỗi (xem khái niệm tội lỗi nguyên thủy). Theo một quan điểm nổi bật trong thần học phương Tây từ đầu thiên niên kỷ thứ 2, công lý của Thiên Chúa đòi hỏi sự chuộc tội của loài người nếu con người được phục hồi vị trí ban đầu của họ và được cứu khỏi sự nguyền rủa. Tuy nhiên, Thiên Chúa biết rằng con người bị giới hạn không thể chuộc tội, vì sự xúc phạm của con người đối với Thiên Chúa là vô hạn, nên Thiên Chúa đã lập giao ước với Abraham, mà ông đã hoàn thành khi gửi Con duy nhất của mình trở thành người hiến tế cho giao ước bị phá vỡ.  Trong thần học Kitô giáo, sự hy sinh này đã thay thế cho việc hiến tế động vật không đầy đủ của Giao ước cũ; Chúa Kitô "Chiên Thiên Chúa" đã thay thế sự hy sinh cừu của Korban Todah cổ đại (Nghi thức Lễ Tạ ơn), người đứng đầu trong đó là Lễ Vượt qua trong luật Môi-se.

Trong Giáo hội Công giáo La Mã, các Giáo hội Chính thống Đông phương, các Giáo hội Luther và các Giáo hội Giám lý, Tiệc Thánh hoặc Thánh lễ, cũng như Phụng vụ Thần thánh của các Giáo hội Công giáo Đông phương và Giáo hội Chính thống Đông phương, được xem như một sự hiến tế. Trong số những người theo Anh giáo, những lời của phụng vụ nói rõ rằng Tiệc Thánh là một sự hy sinh để ngợi khen và tạ ơn và là một sự dâng hiến vật chất cho Thiên Chúa kết hợp với Chúa Kitô bằng cách sử dụng những lời như vậy, như "với những món quà thánh này mà chúng ta hiện đang dâng lên Chúa" (1789 BCP) hoặc "tặng bạn từ những món quà mà bạn đã tặng chúng tôi, chúng tôi tặng bạn những món quà này" (Cầu nguyện D BCP 1976) như được chứng minh rõ ràng trong Sách Cầu nguyện chung được sửa đổi từ năm 1789, trong đó thần học về Bí tích Thánh Thể được chuyển đến gần hơn với quan điểm Công giáo. Tương tự như vậy, Giáo hội Giám lý Liên hiệp trong phụng vụ Thánh Thể có dòng chữ "Chúng ta hãy dâng mình và quà tặng cho Thiên Chúa" (A Service of Word and Table I)). Giáo hội Giám lý Liên hiệp chính thức dạy rằng "Rước lễ là một dạng hiến tế" tái hiện, thay vì lặp lại sự hy sinh của Chúa Kitô trên Thập giá; Cô tiếp tục tuyên bố rằng: 
We also present ourselves as sacrifice in union with Christ (Romans 12:1; 1 Peter 2:5) to be used by God in the work of redemption, reconciliation, and justice. In the Great Thanksgiving, the church prays: “We offer ourselves in praise and thanksgiving as a holy and living sacrifice, in union with Christ’s offering for us...” (UMH; page 10).